# Uvale Svetojanj V. i M.; uvala Lusk
Uvale Svetojanj V. i M.; uvala Lusk este o arie protejată (sit de importanță comunitară — SCI) din Croația întinsă pe o suprafață de 43,43 ha, integral marine.

## Localizare
Centrul sitului Uvale Svetojanj V. i M.; uvala Lusk este situat la coordonatele 44°36′14″N 14°55′05″E / 44.604°N 14.918°E.

## Înființare
Situl Uvale Svetojanj V. i M.; uvala Lusk a fost declarat sit de importanță comunitară în iulie 2013 pentru a proteja un număr necunoscut de specii din flora spontană și fauna sălbatică aflate în arealul zonei.

## Biodiversitate
Situată în ecoregiunea marină mediteraneană, aria protejată conține 1 habitat natural: Golfuri mici largi și golfuri puțin adânci.
La baza desemnării sitului se află un număr nedeclarat de specii protejate.